# Muscardinus vireti
Muscardinus vireti — вимерлий вид гризунів родини вовчкових (Gliridae).

## Поширення
Цей вид ліскульок був виявлений в таких країнах: Іспанія (2 колекції), Греція (1), Італія (8). Він жив у епоху міоцену й пліоцену.